# Pleugueneuc
Pleugueneuc è un comune francese di 1 645 abitanti situato nel dipartimento dell'Ille-et-Vilaine nella regione della Bretagna.

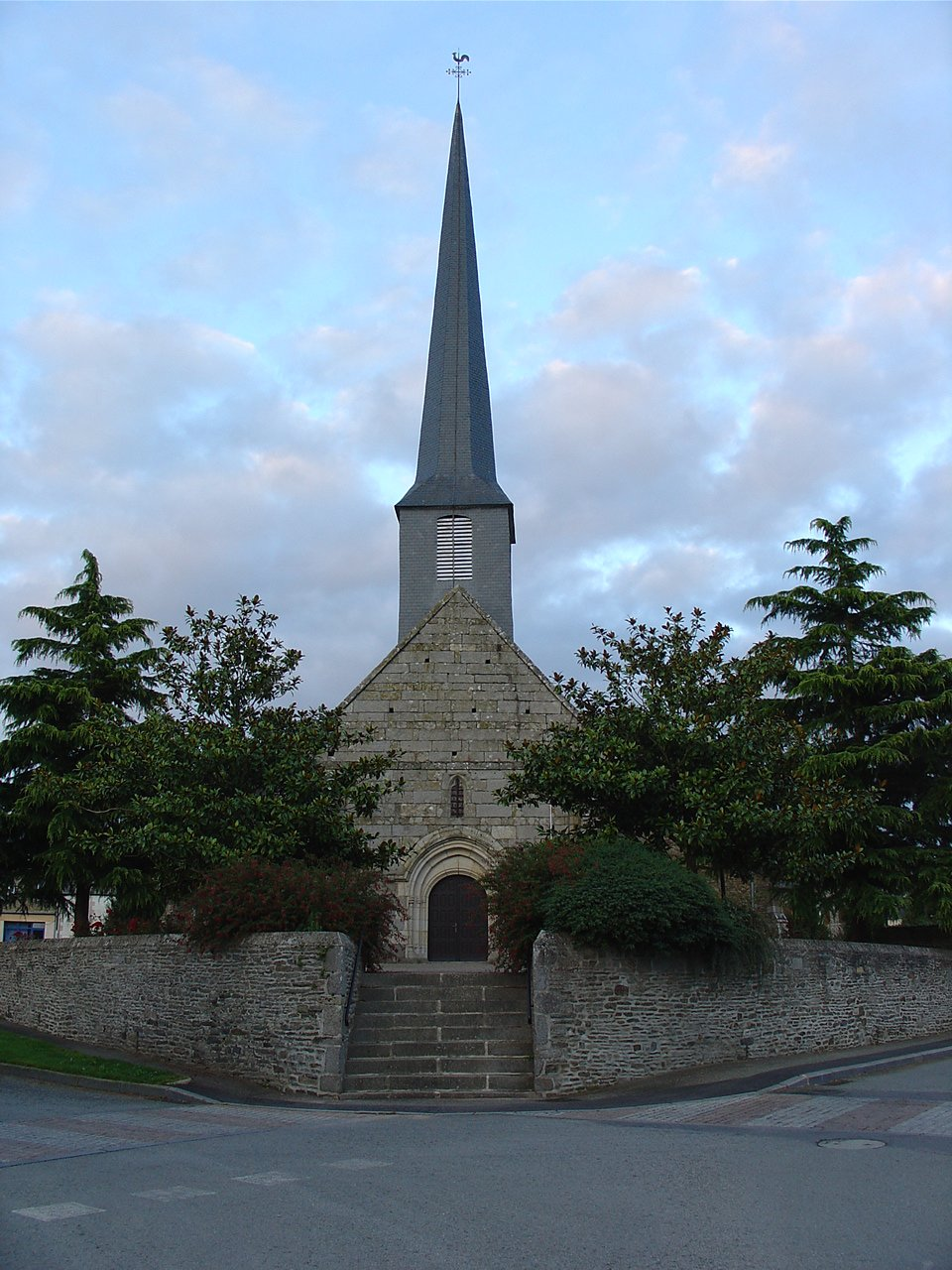
Chiesa di Pleugueneuc

## Società

### Evoluzione demografica
Abitanti censiti